# Божидар Кљајевић
Божидар В. Кљајевић (Косаница, 6. јануар 1953) српски је публициста, географ, етнолог и књижевник.

## Биографија
Као професор историје, радио је у Ваљеву, Земуну и Београду. Члан је Удружења књижевника Србије. У браку са супругом Ружицом (1954–), рођеном Зорић, има два сина Љубодрага (1983–) и Предрага (1986–).
Скоро цео животни век посветио је проучавању породичних генеалогија.
Кљајевић је написао више радова (историја и етнологија) и романа.
Живи са породицом у београдској општини Земун.

## Одабрана дела
Књиге из области историје и етнологије
- „Становништво пљеваљског краја“ (Рума: Српска књига). 2006.  978-86-7564-401-9.
- „Племе Никшићи у српству: Братства која славе Светог Луку, Библиотека Посебна издања“ (Рума: Српска књига). 2007.  978-86-7564-406-4.
- „Потомци Немањића у српском роду (по женској линији): Племе Никшићи“ / „Потомци Немањића по мушкој линији: Дубровачко братство Богуновићи са огранцима Зуровци и Зуровићи у Херцеговини“ (Београд: Лума Принт). 2012.  978-86-915655-0-3.
- „Старе српске племићке породице у Херцеговини“ / „Велики српски родови у Херцеговини“ (Београд: Гораграф). 2013.  978-86-915655-2-7.
- „Порекло породица пљеваљског краја“ (Београд: Гораграф). 2015.  978-86-84879-17-4.
- „Златарско-златиборски Стари Влах: Порекло становништва“ (Београд: Donat graf d.o.o.). 2016.  978-86-915655-3-4.
- „Колубара и Подгорина: Порекло становништва“ (Београд: Donat graf d.o.o.). 2016.  978-86-915655-5-8.
- „Порекло породица далматинских Срба“ (Београд: Donat graf d.o.o.). 2016.  978-86-915655-7-2.
- „Порекло становништва у ужичком крају“ (Београд: Donat graf d.o.o.). 2016.  978-86-915655-4-1.
- „Српске насеобине и порекло породица: Книнска крајина“ (Београд: Donat graf d.o.o.). 2016.  978-86-915655-6-5.
- „Херцеговина: Порекло породица I“ (Београд: Donat graf d.o.o.). 2017.
- „Херцеговина: Порекло породица II“ (Београд: Donat graf d.o.o.). 2017.
- „Херцеговина: Порекло породица III“ (Београд: Donat graf d.o.o.). 2017.
- „Херцеговина: Порекло породица IV“ (Београд: Donat graf d.o.o.). 2017.
- „Херцеговина: Порекло породица V“ (Београд: Donat graf d.o.o.). 2017.
- „Порекло породица у Јасеници “ (Београд: Donat graf d.o.o.). 2018.
- „Порекло породица у Гружи“ (Београд: Donat graf d.o.o.). 2018.
- „Порекло породица у Рудничко-таковском крају“ (Београд: Donat graf d.o.o.). 2018.
- „Порекло породица у Тамнави“ (Београд: Donat graf d.o.o.). 2018.
- „Порекло породица у Моравичком Старом Влаху“ (Београд: Donat graf d.o.o.). 2018.
- „Порекло породица у Хрватској“ (Београд: Donat graf d.o.o.). 2018.
- „Порекло муслиманских породица у Српству 1 и 2“ (Београд: Donat graf d.o.o.). 2018.

Романи
- „Српска луча“ (Рума: Српска књига). 2006.  978-86-7564-398-2.
- „Крст проте Милутина“ (Рума: Српска књига). 2007.  978-86-7564-412-5.
- „Приче које морају бити испричане“ (Рума: Српска књига). 2008.  978-86-7564-472-9.
- „Господња нас љубав обасјала“ (Београд: Лума Принт). 2009.  978-86-88059-00-8.
- „Крст мојих предака“ (Београд: Лума Принт). 2012.  978-86-915655-1-0.